# Bitwa pod Ball’s Bluff
Bitwa pod Ball’s Bluff (znana także jako bitwa pod Leesburgiem lub bitwa o Harrison’s Landing) – starcie zbrojne, które miało miejsce 21 października 1861 r. w pobliżu miasteczka Leesburg na południowym brzegu rzeki Potomak w Wirginii w trakcie wojny secesyjnej.
Po porażce w I bitwie nad Bull Run generał George McClellan naciskany ze wszystkich stron przyjął taktykę ofensywną, a jego głównym celem było pokonanie konfederatów w walnej bitwie. 17 października siły generała Josepha E. Johnstona skróciły swoje linie w północnej Wirginii, wzmacniając stanowiska po obu stronach Centerville.
McClellan, spodziewając się ataku konfederatów, zaplanował uderzenie siłami trzech dywizji, które miały za zadanie opanowanie dogodnego przejścia przez Potomak, a w konsekwencji zajęcie Leesburga. 19 października generał brygady George A. McCalls na czele własnej dywizji pomaszerował w kierunku Dranesville położonego 22 km na południe od Leesburga, gdzie miał połączyć się z brygadą generała Nathana „Shanksa” Evansa. Evans opuścił jednak Leesburg, zajmując stanowiska w pobliżu miasta.
20 października McClellan poinformował generała Charlesa P. Stone’a o marszu wojsk McCallsa, po czym nakazał mu zmianę manewru mającą na celu wywabienie południowców z okolicy Leesburga i tym samym zdradzenie swoich pozycji. Stone nakazał swoim siłom przekroczenie Potomaku w dwóch miejscach na wschód od Leesburga.
Nocą 20 października patrol wojsk Unii zameldował o wykryciu stanowisk konfederatów położonych na zachód od Ball’s Bluff na 18-metrowej wysokości klifie nad rzeką Potomak. Gęsto zalesione pozycje obronne znajdowały się w połowie drogi pomiędzy oboma przejściami przez rzekę naprzeciwko wysepki Harrison. Stone nakazał wypad w tym kierunku, wydzielając do dalszych ataków siły pod wodzą Edwarda D. Bakera. Następnie Stone osobiście poprowadził swoich żołnierzy do pozorowanego ataku drugim przejściem.
Podczas gdy czołowy batalion wojsk Unii oczekiwał na dalsze rozkazy (widziane z dalekiej odległości namioty południowców okazały się drzewami), brygada Evansa zdecydowała się wyprzedzić uderzenie Bakera. Baker tymczasem podjął decyzję ataku na Leesburg. Dowódca przewidywał łatwe zwycięstwo nad południowcami.
Pozycje wybrane przez Bakera były dobrane bardzo źle, wszystkie oddziały znajdowały się pod ostrzałem wroga. Dopiero po jakimś czasie dowódca zwrócił się o nadesłanie dział. Gdy po około pół godzinie Baker pojawił się ponownie w centrum walk na lewym skrzydle, został śmiertelnie postrzelony kulą pistoletową w chwili, gdy rozpoczynał obchód własnych stanowisk.
Evans tymczasem posyłał coraz większe siły w kierunku Ball’s Bluff, jednak zaledwie jedna kompania wojska osiągnęła pozycje w okolicy Edwards Ferry. Po zapadnięciu zmroku linia obony wojsk Unii pękła w końcu pod ciągłym ostrzałem konfederatów.
Wielu żołnierzy Północy spadło z klifu wprost do rzeki, gdzie potonęło. Wysłane do ewakuacji łodzie zostały zatopione. Ciała poległych i potopionych odtransportowano do Waszyngtonu.
Po bitwie obie strony nadal stacjonowały po obu stronach Potomaku. Winnym klęski uznano generała Stone’a. Najbardziej komentowano jednak śmierć senatora Bakera – bliskiego przyjaciela prezydenta Abrahama Lincolna. Podejrzewano nawet spisek przeciwko demokratom. Spory powstałe po śmierci Bakera doprowadziły nawet do politycznej walki w dowództwie Unii.